# Charles Ackerly

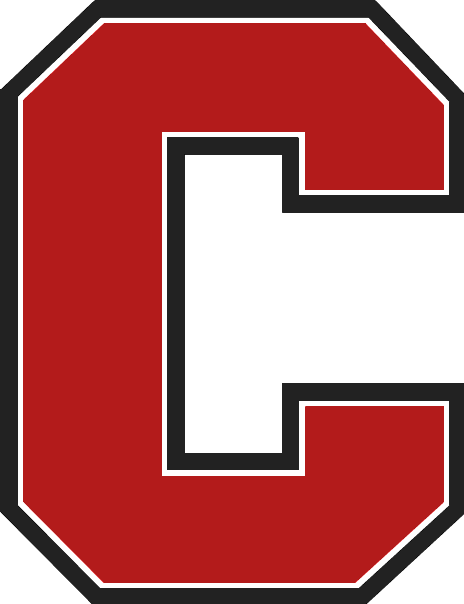
Zawodnik Cornell Big Red

Charles Edwin „Charley” Ackerly (ur. 3 stycznia 1898 w Cuba, zm. 16 sierpnia 1982 w Clearwater) – amerykański zapaśnik walczący w stylu wolnym. Złoty medalista olimpijski z Antwerpii 1920, w wadze piórkowej.
Zawodnik Cornell University.

## Letnie Igrzyska Olimpijskie 1920
| Konkurencja      | Rundy eliminacyjne      | Rundy eliminacyjne    | Rundy eliminacyjne      | Rundy eliminacyjne | Klas. końcowa |
| Konkurencja      | 1/16                    | Ćwierćfinał           | Półfinał                | Finał              | Miejsce       |
| ---------------- | ----------------------- | --------------------- | ----------------------- | ------------------ | ------------- |
| 60 kg styl wolny | Joanis Dialetis (GRE) Z | Daniel Kaiser (SUI) Z | Bernard Bernard (GBR) Z | Sam Gerson (USA) Z | 1.            |